# Antonio Piñero

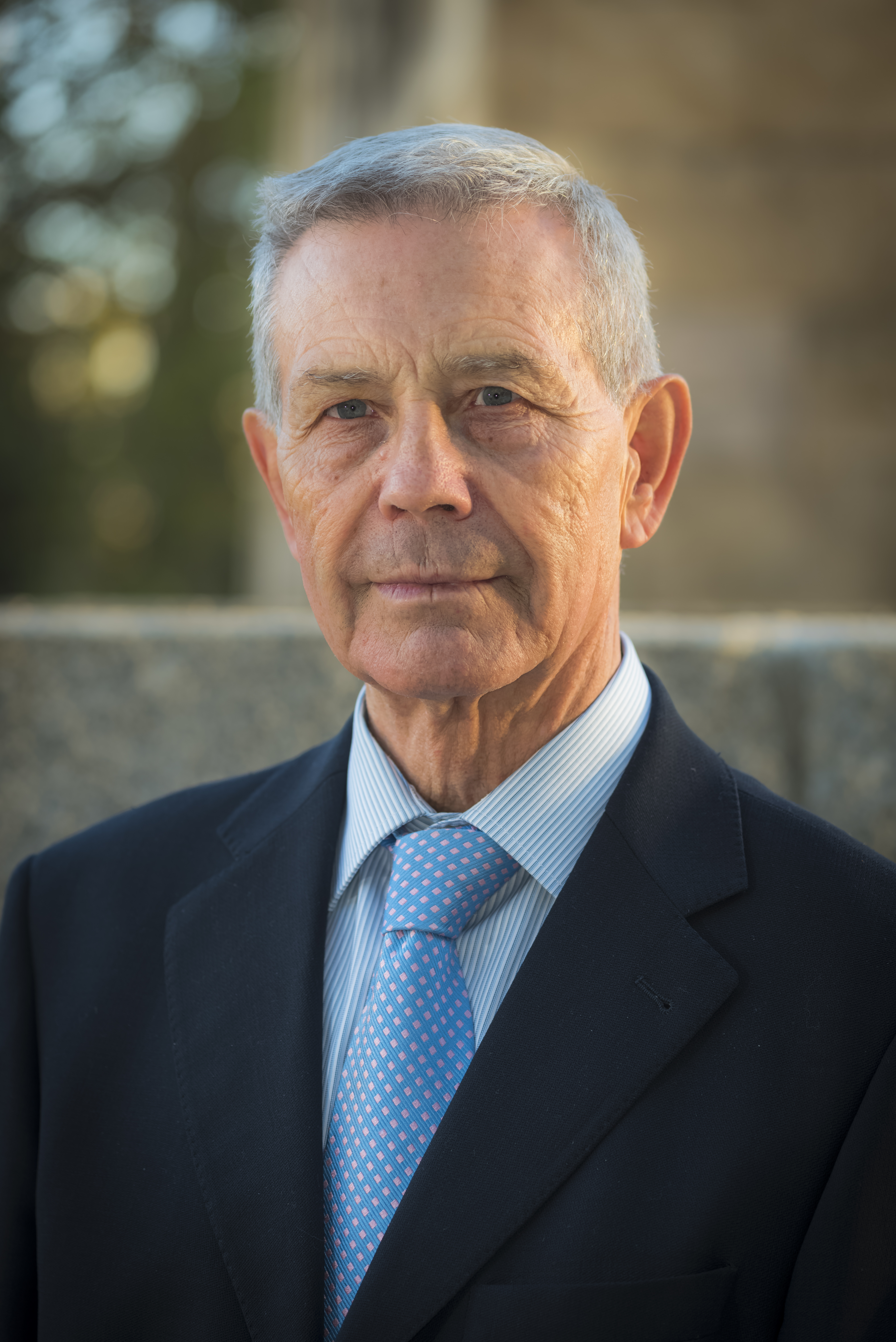
Antonio Piñero (2016)

Antonio Piñero Sáenz (* 14. August 1941 in Chipiona) ist ein spanischer Philologe, Schriftsteller und Historiker. Schwerpunkte seiner Forschungen sind das vorchristliche Judentum, das Leben des historischen Jesus von Nazareth, die Anfänge des Christentums sowie frühchristliche Sprache und Literatur.
Im spanischsprachigen Raum ist er als Autor zahlreicher Fachbücher und wissenschaftlicher sowie populärwissenschaftlicher Publikationen bekannt.

## Leben
Antonio Piñero machte im Jahr 1968 an der Universität Complutense Madrid seinen Studienabschluss in Philosophie. Im Jahr 1970 folgte ein Abschluss in Klassischer Philologie an der Universität Salamanca. 1974 wurde er bei dem Philologen Luis Gil Fernández mit der größtenteils in Deutschland verfassten Dissertation Teopneustia, estudio sobre la inspiración en los escritores de los siglos I y II („Teopneustia, Studie über Inspiration bei Schriftstellern des 1. und 2. Jahrhunderts“) an der Universität Complutense Madrid promoviert. An der Päpstlichen Universität Salamanca machte er 1976 einen Abschluss im Studiengang Dreisprachige Biblische Philologie.
Ab 1970 arbeitete Piñero als Dozent an der Universität Complutense, an der er 1983 zum ordentlichen Professor ernannt wurde und bis zu seiner Emeritierung auf dem Lehrstuhl für Griechische Philologie lehrte. Für seine Beiträge zum Bereich Kultur und seine Leistungen als Lehrer, Forscher und Schriftsteller erhielt er 2016 den Trithemius-Preis der Sociedad de Estudios e Investigaciones Spagyricas y la Editorial Tritemio.

## Akademische Aktivitäten
Aufgrund seiner Arbeiten zu den nicht kanonischen Evangelien, seiner Forschungen zum Neuen Testament, seiner häufigen Teilnahme an Fachtagungen und seiner regen Publikationstätigkeit gilt Piñero als einer der einflussreichsten agnostischen spanischen Bibelexegeten und Forscher zur Alten Kirche insbesondere des 1. und 2. Jahrhunderts. Frühchristlichen Texten zur Gestalt Jesu versucht er sich durch eine historisch-philologische Herangehensweise zu nähern, um religiöse, auf Jesus Christus bezogene Interpretationen von solchen zur historischen Person – Jesus von Nazareth – zu trennen. In ähnlicher Weise behandelt er die Zeugnisse zum ersten Auftreten des Christentums, um Licht in die Entwicklung der frühen Gemeinschaften in der Nachfolge des Jesus von Nazareth zu bringen.

### Historische Existenz Jesu
Eines der wiederkehrenden Themen seiner Forschungen ist der historische Jesus von Nazareth. Aufgrund seiner Analyse der aus dem Judäa des 1. Jahrhunderts stammenden Texte geht Piñero von der Existenz eines historischen Jesus aus, den er vom literarischen Jesus der Evangelien unterscheidet. Seinen Forschungen zufolge war der historische Jesus ein Handwerker aus Galiläa und ein religiöser Führer mit zu Lebzeiten begrenzter Wirkung. Nach seinem Tod wurde er verherrlicht, idealisiert und vergöttlicht, wodurch er dem himmlischen und mythischen Jesus Christus der Evangelien Platz machte – Grundlage des modernen Jesusbildes. So entstand, laut Piñero, durch einen völlig natürlichen Prozess die überwiegende Mehrheit der prinzipiellen Ideen des Christentums in einer jüdischen Umwelt und wurde im Laufe der Zeit zu Dogmen erhoben.

### Übersetzungsarbeit
Als Übersetzer koordinierte Piñero ab 1983 ein Projekt, in dessen Rahmen Spezialisten alle bekannten Evangelien – kanonische wie nicht kanonische – ins Spanische übersetzten. Hinzu kamen Untersuchungen zum sozialen und politischen Umfeld der Texte, die die Originalschriften und Übersetzung erläuterten. Das Projekt mit seinen Übersetzungen aus dem Lateinischen, Griechischen, Hebräischen, Syrischen, Koptischen und Altarabischen wurde 2009 mit der Veröffentlichung zu den jüngsten apokryphen Evangelien abgeschlossen. Das Ergebnis wurde als wertvolles Studieninstrument für Historiker des frühen Christentums gewürdigt.

### Popularisierung von Wissen
Kennzeichnend für Antonio Piñero sind seine populärwissenschaftlichen Publikationen und allgemein die Popularisierung seines Wissens, für die er verschiedene Medien wie Radio, Fernsehen und Internet nutzt. So war er im Jahr 2009 als Berater an der Filmproduktion El discípulo („Der Jünger“) beteiligt, deren Handlung sich mit dem Leben Jesus von Nazareth befasst.

## Kritik
Wegen des populären und allgemeinen Charakters vieler seiner Vorträge und Bücher zur Person Jesus von Nazareth werden seine Schlussfolgerungen von einem Teil der Gesellschaft kritisch gesehen. Entgegen den Vorstellungen einiger Atheisten unterstreicht Piñero seine Vorstellung von der historischen Existenz Jesu, trennt aber die historische Person (auf die er seine Aufmerksamkeit richtet) von der himmlischen Figur. Diese Trennung wiederum führt zur Kritik seitens gläubiger Christen, hauptsächlich in Spanien. Ihren Argumenten zufolge kann – entgegen der methodischen Herangehensweise Piñeros – die religiöse Vision nicht von einer historischen Interpretation des Neuen Testaments getrennt werden.

## Veröffentlichungen (Auswahl)

### Als Autor
- Los apocalipsis, Edaf, 2007.
- Los cristianismos derrotados: ¿Cuál fue el pensamiento de los primeros cristianos heréticos y heterodoxos?, Edaf, 2007. (1. Preis Finis Terrae 2007 für heterodoxen Aufsatz)
- Año I. Israel y su mundo cuando nació Jesús, Ediciones del laberinto, 2008.
- La verdadera historia de la pasión, Edaf, 2008
- mit Eugenio Gómez Segura: El Juicio Final, Edaf, 2010.
- Jesús de Nazaret: El hombre de las cien caras. Textos canónicos y apócrifos, Edaf, 2012.
- Guía para entender el Nuevo Testamento, Trotta, 2013.
- mit José Luis Corral: El trono maldito, Editorial Planeta, 2014 (Roman).
- Jesús y las mujeres, Trotta, 2014.
- Apócrifos del Antiguo y del Nuevo Testamento, Alianza Editorial, 2016.
- El otro Jesús: vida de Jesús según los evangelios apócrifos, Herder, 2018.
- Guía para entender a Pablo de Tarso: Una interpretación del pensamiento paulino, Trotta, 2018.
- Aproximación al Jesús histórico, Trotta, 2019.
- El Nuevo Testamento: Introducción al estudio de los primeros escritos cristianos, Herder, 2019.

### Als Herausgeber
- mit Francisco García Bazán, José Montserrat Torrents: Textos gnósticos. Biblioteca de Nag Hammadi I. Tratados filosóficos y cosmológicos (Band I). Trotta, 2000.
- mit Francisco García Bazán, José Montserrat Torrents: Textos gnósticos. Biblioteca de Nag Hammadi II. Evangelios, Hechos, Carta (Band II). Trotta, 2004
- ¿Existió Jesús realmente? Raíces, 2008.
- mit Francisco García Bazán, José Montserrat Torrents: Textos gnósticos. Biblioteca de Nag Hammadi III. Apocalipsis y otros escritos (Band III).  Trotta, 2009.
- Todos los evangelios. Traducción íntegra de todos los textos evangélicos conocidos, tanto canónicos como apócrifos. Edaf, 2009.

### Bücher auf Deutsch
- Der geheime Jesus. Sein Leben nach den apokryphen Evangelien. Patmos Verlag, Düsseldorf 1997, ISBN 978-3-491-77022-5.
- Jesus in den geheimen Evangelien. Patmos Verlag, Düsseldorf 2004, ISBN 978-3-491-69413-2.